# Mopane
Colophospermum mopane
Genre
Espèce
Synonymes
- Copaiba mopane (J.Kirk ex Benth.) Kuntze (1891)
- Copaifera mopane J.Kirk ex Benth. (1865).
- Hardwickia mopane (J.Kirk ex Benth.) Breteler (1997)

Répartition géographique
Le mopane ou mopani (Colophospermum mopane) est une espèce de plantes à fleurs de la famille des Fabaceae (ou légumineuses). C'est un arbre d'Afrique australe, seule espèce du genre Colophospermum.

## Caractéristiques
En Afrique du Sud et dans les zones adjacentes du Botswana et du Zimbabwe, la hauteur des arbres varie entre 4 et 18 m et ils sont, selon leur taille, regroupés en fruticées ou en forêts. Plus au nord, les arbres sont nettement plus hauts et forment des forêts parfois comparées à des cathédrales de mopanes.
Sa feuille caractéristique en forme de papillon et sa gousse fine et fragile le rendent facile à identifier. Colophospermum est le nom grec pour « graine oléagineuse » en référence à ses graines résineuses, colophos faisant apparemment référence à la forte odeur de térébenthine de la résine. La colophane est une substance obtenue à partir de la térébenthine.

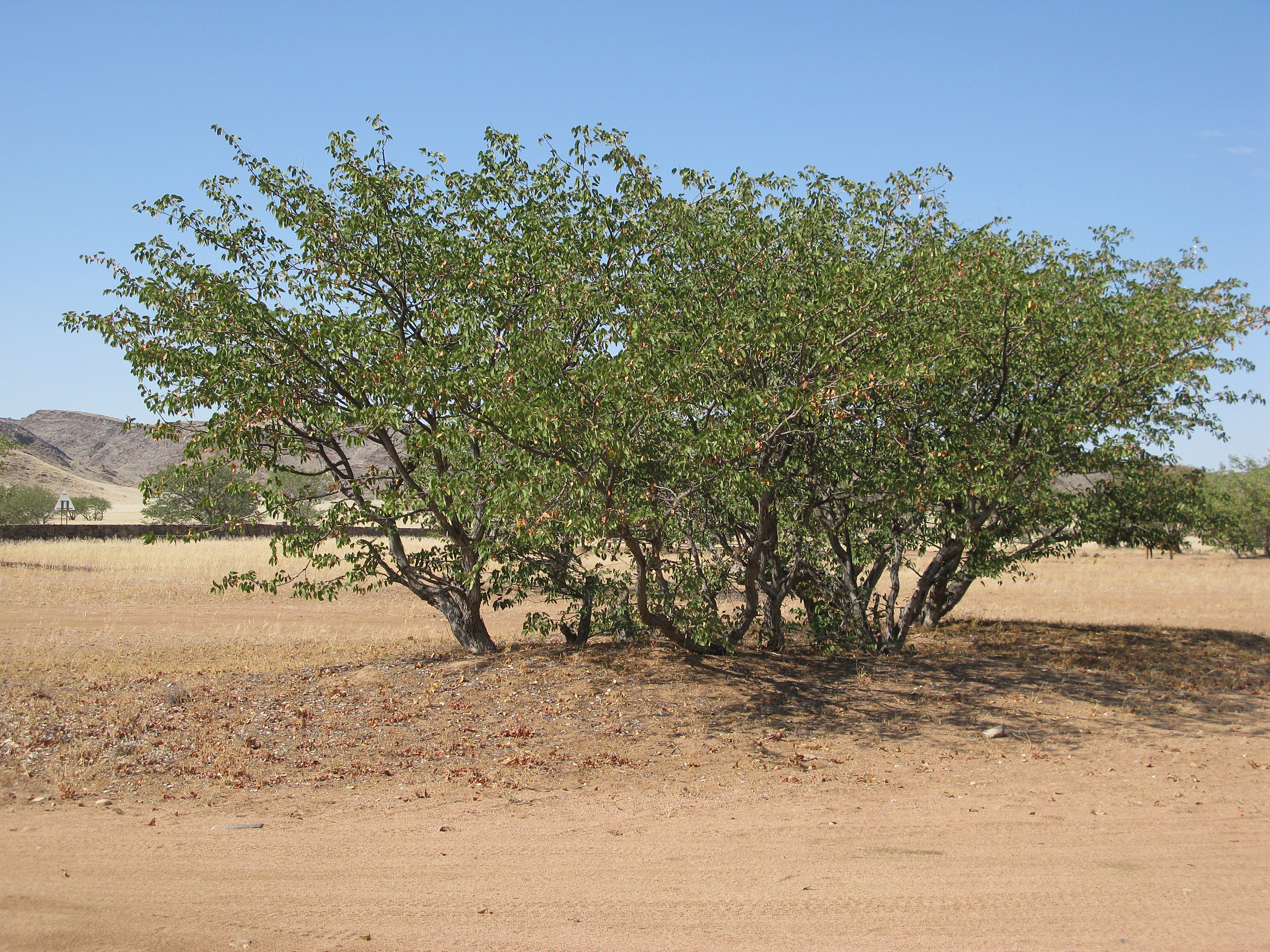
Colophospermum mopane au Service Bibliothèque et documentation du Muséum de Toulouse.
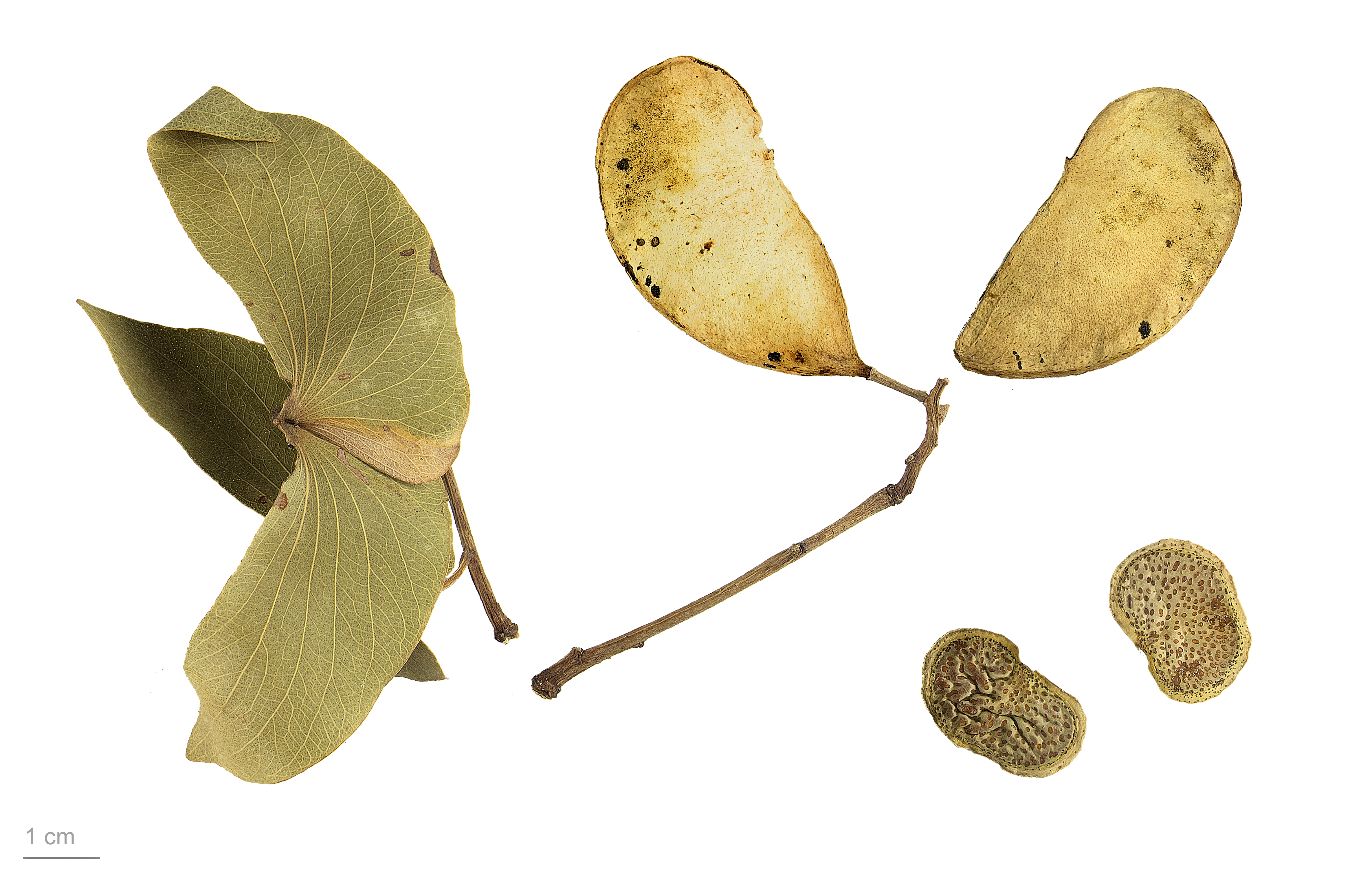
Colophospermum mopane au Muséum de Toulouse.
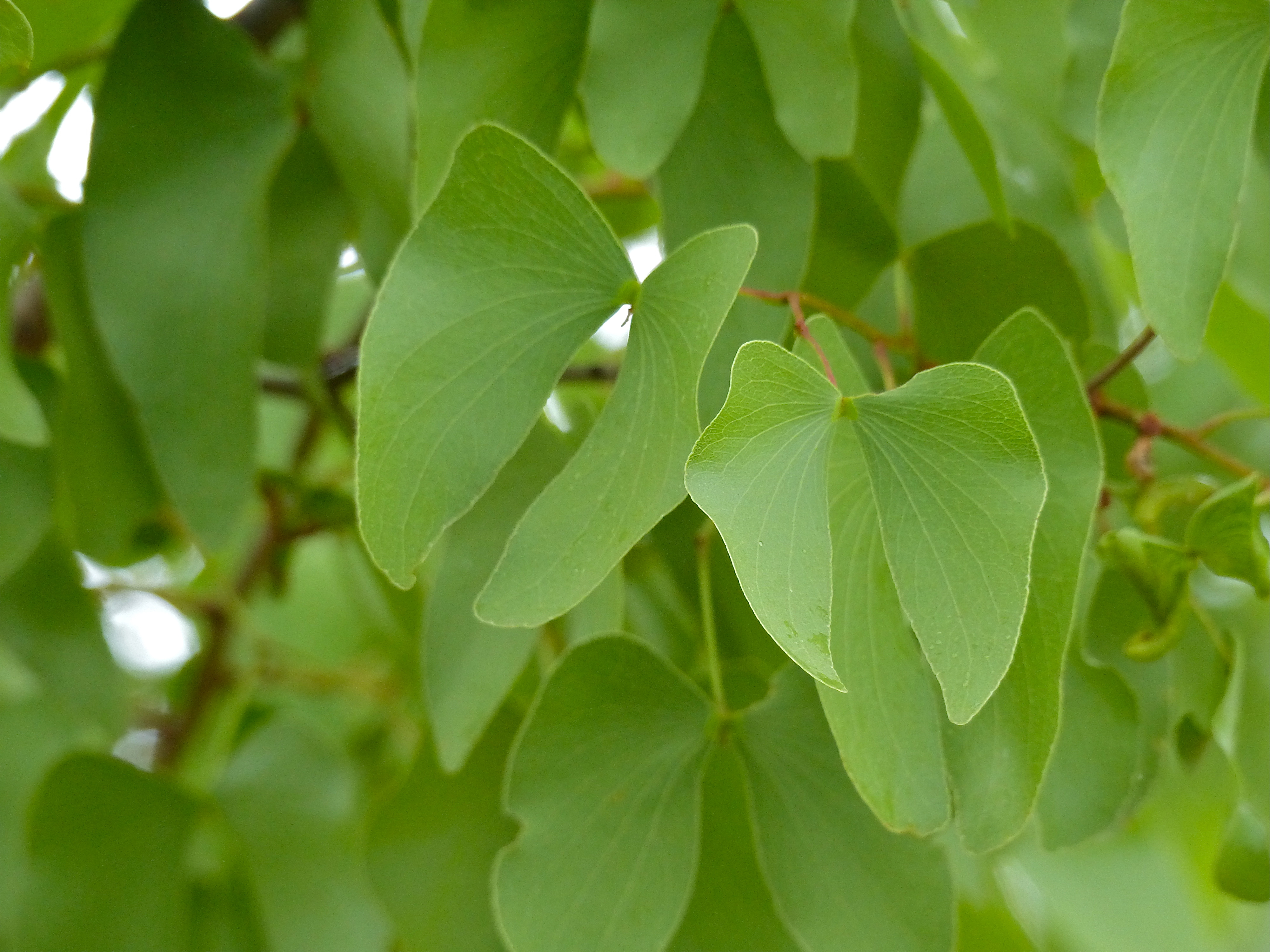
Feuilles.

## Répartition et habitat
Le mopane pousse dans les régions chaudes et sèches situées de 200 à 1 150 mètres d'altitude des parties les plus septentrionales de l'Afrique australe, en Afrique du Sud, Zimbabwe, Mozambique, Botswana, Zambie, Namibie, Angola et Malawi. L'arbre existe exclusivement en Afrique.
Il pousse dans les sols alcalins (en) (à haute teneur en chaux), peu profonds et mal drainés. Il croît aussi dans les sols alluviaux (formés par les sédiments déposés par les rivières). Il pousse mal en dehors des zones chaudes préservées du gel et arrosées par des pluies estivales.

## Nomenclature et systématique
C'est la seule espèce du genre Colophospermum. Le nom de l'espèce mopane est tiré du nom local de l'arbre. Le mopane fait partie de la famille des légumineuses ( fabaceae).

## Utilisation
Il fait partie, avec l'Acacia erioloba (« acacia à girafe ») et le Combretum imberbe, de la triade du bois énergie pour l'usage humain.
La densité du bois de mopane le rend résistant aux termites et pour cette raison il est depuis longtemps utilisé dans la construction de maisons, palissades, traverses de chemin de fer ou bois de soutènement de mine. Il est également recherché pour les planchers du fait de sa résistance aux termites mais aussi pour sa riche couleur rougeâtre. Hors d'Afrique australe, il a acquis une certaine popularité dans le domaine de la décoration (aquariums, pieds de lampes, sculptures, décors de jardin, etc.).
Il est également de plus en plus utilisé dans la fabrication d'instruments de musique, en particulier des instruments à vent, le Dalbergia melanoxylon (ébène du Mozambique ou grenadille), traditionnellement utilisé pour les clarinettes étant de plus en plus difficile à trouver. Le mopane est assez huileux, sèche très bien avec peu de fentes et donne des instruments au son chaud et riche.
En dehors du matériau de construction, le mopane est traditionnellement utilisé pour fournir des brindilles à mâcher en guise de brosse à dents. Son écorce est employée pour fabriquer de la ficelle et des produits de tannage, ses feuilles donnent des produits pour la cicatrisation des plaies. Le bois est également utilisé pour faire du charbon de bois pour le braai (barbecue traditionnel d'Afrique australe).

## Ennemis
L'arbre est une source importante de nourriture pour le ver mopane, la chenille de la pyrale de l'Imbrasia belina (en). Les chenilles sont riches en protéines et couramment consommées. La vente de vers mopane grillés ou séchés peut contribuer de manière significative à l'économie rurale. L'arbre agit également comme plante hôte du ver à soie sauvage d'un papillon de nuit, Gonometa rufobrunnea. Les cocons sont récoltés pour donner de la soie sauvage. Le mopane sert aussi de plante hôte à la psyllidae Retroacizzia mopani,.

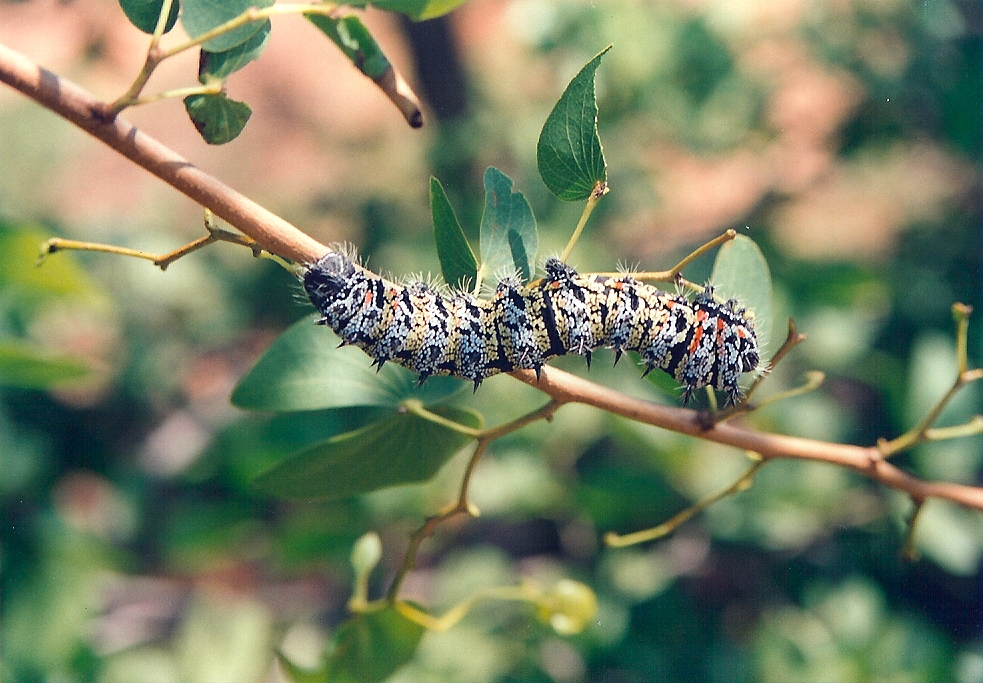
Branche de mopane avec un ver mopane (Imbrasia belina) de 10 cm de long à Palapye, (Botswana). La tête de la chenille est à droite, en train de dévorer une feuille. Un peu en dessous et à gauche on voit nettement une feuille en forme caractéristique de papillon.
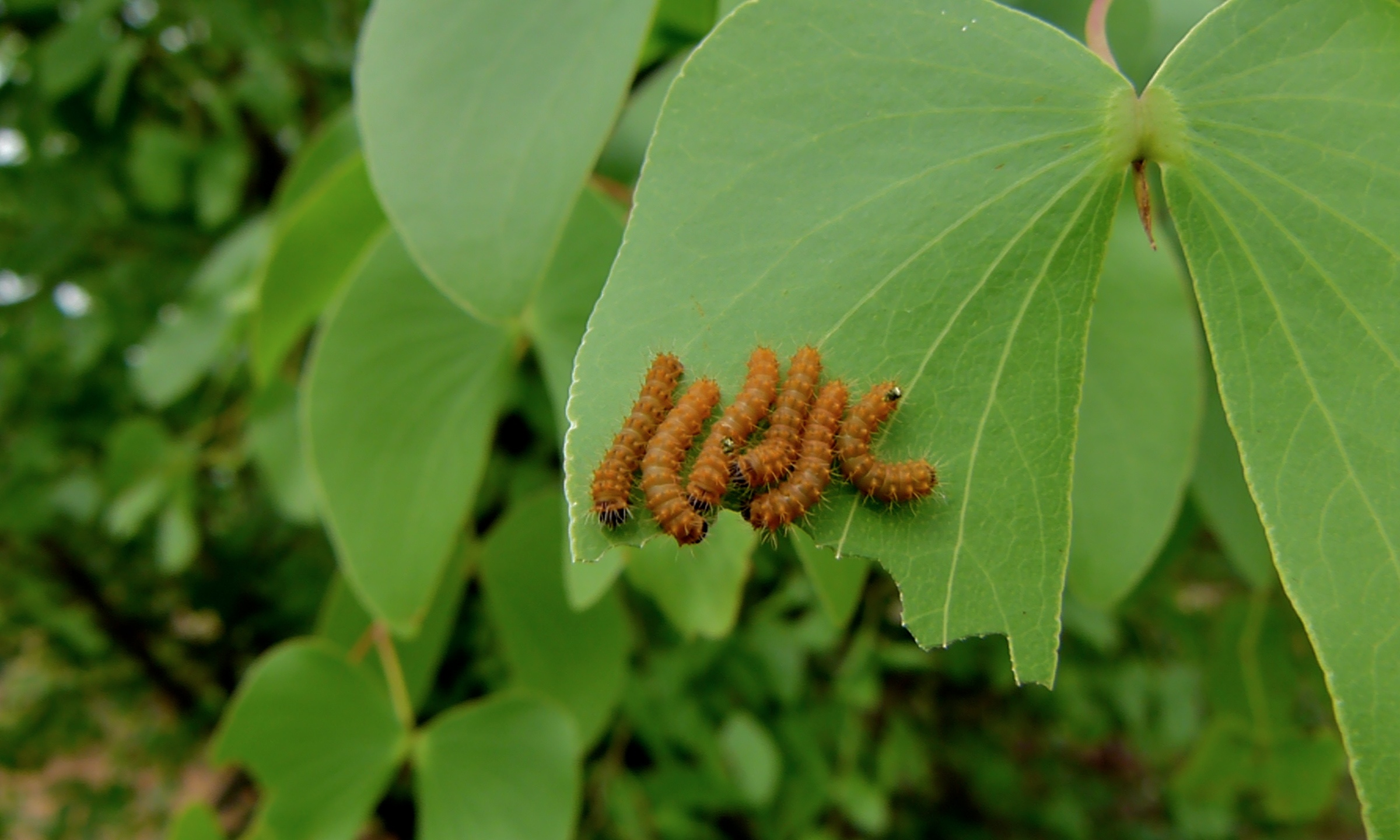
Feuille de mopane consommée par un groupe de jeunes chenilles